# Eive Olofsson-Sandberg
Claes Eive Sandberg, före 1972 Olofsson, född 3 maj 1950 i Karl Johans församling i Göteborg, död 9 juni 2016 i Släps distrikt i Hallands län, var en svensk fotbollsspelare (anfallare/mittfältare), som representerade Gais åren 1970–1975.
Sandberg var en egen produkt och debuterade i Gais A-lag säsongen 1970, då han spelade fyra matcher. Gais åkte ur allsvenskan det året, och 1971 var Sandberg ordinarie när Gais vann division II norra Götaland och kvalade sig upp till allsvenskan igen. Han lyckades dock inte konkurrera i allsvenskan och spelade sammanlagt bara 12 matcher för klubben i högsta serien 1972–1975. Totalt blev det 37 matcher och 9 mål för Sandberg i Gais; samtliga mål kom i division II 1971.
Sandberg är gravsatt på Släps kyrkogård.